# David Lodge
David John Lodge (* 28. Januar 1935 in Dulwich, London; † 1. Januar 2025 in Birmingham) war ein britischer Schriftsteller und Literaturwissenschaftler. Er gilt als Meister des Universitätsromans (campus novel), machte sich aber auch durch humoristische und satirische Werke über andere Sujets sowie durch literaturwissenschaftliche Sachbücher einen Namen.

## Leben
Lodges Vater William war Musiker und spielte unter anderem in Nachtklubs, so dem berüchtigten 43 Club in der 43 Gerrard Street in Soho. Seine Mutter Rosalie Murphy war eine irische Katholikin, und Lodge, ihr einziges Kind, wurde im katholischen Glauben erzogen. Da er als Kind aus einer Mischehe nie Messdiener war, war ihm der katholische Ritus nicht gut vertraut. Lodge wuchs in einem neugebauten Doppelhaus in 81 Millmark Grove in Brockley, an der Grenze zu New Cross, einem Süd-Londoner Vorort auf, der weitgehend im 19. Jahrhundert entstanden war. In seinen „Memories of a Catholic Childhood“ beschreibt er Brockley als heruntergekommen, mit Einwohnern, die meist aus der unteren Mittelklasse stammten oder Arbeiter waren. Lodge beschreibt seinen Hintergrund als vorstädtische untere Mittelklasse. In den Kriegsjahren lebte Lodge im Zuge der Kinderlandverschickung mit seiner Mutter teilweise in Surrey und Cornwall, während sein Vater Musiker bei der Luftwaffe war. Er erlebte jedoch 1940 die Bombardierung der Docks durch die deutsche Luftwaffe. Ab 1945 besuchte die katholische St. Joseph’s Academy in Blackheath, der Religionsunterricht war wenig informativ, aber seine Lehrer machten ihn mit modernen Autoren wie James Joyce und Graham Greene bekannt. Lodge studierte Englische Literatur am University College London, wo er 1955 mit Auszeichnung abschloss. Danach leistete er zwei Jahre lang Wehrdienst im Royal Armoured Corps, was ihm jedoch wenig Freude bereitete. 1957–1959 machte er am UCl seinen MA, das Thema seiner Magisterarbeit war „The Catholic Novel in England from the Oxford Movement to the Present“. Danach arbeitete er für das British Council in London, wo er Englisch für Ausländer lehrte. Lodge war von 1960 bis 1987 Universitätsdozent für Englisch an der Universität Birmingham, zunächst mit einem Zeitvertrag. Er wurde für eine Arbeit über „The Language of Fiction“ 1966 promoviert. Eine Harkness fellowship des Commonwealth Fund erlaubte ihm 1964-1965 den Besuch der USA. 1969 lehrte er im Rahmen eines akademischen Austauschprogramms als visiting associate professor an der University of California in Berkeley. 1971 wurde er Senior Lecturer in Birmingham, 1976 wurde er hier zum Professor für Moderne Literatur ernannt. Ein Stellenangebot aus Cambridge schlug er aus. Nach seiner vorzeitigen Emeritierung lebte er als freier Schriftsteller in Edgbaston. Die zunehmend schlechtere Ausstattung der Universitäten unter Thatcher, die in dem Roman "Nice Work" thematisiert wurden, waren einer der Gründe, der Uni den Rücken zu kehren. Er beschreibt die Universität nun als eine Einrichtung, die zunehmend heftigeren Angriffen ausgesetzt war. Der Druck, zu publizieren, nahm ständig zu. Er sah auch die Entwicklung der Literaturkritik kritisch. Es gehe nicht mehr um neue Einsichten, sondern darum, zu zeigen, dass man bereits bekannte Tatsachen in zunehmend obscure Meta-Sprache übersetzen konnte. Nach seiner Emeritierung beschäftigte er sich daher nicht mehr mit Literaturtheorie.
Lodge heiratete 1959 nach langer Verlobungszeit seine Studentenliebe Mary Jacob. Das Paar hatte, wegen des Verhütungsverbotes der katholischen Kirche rasch drei Kinder. Ihr Sohn Christopher leidet an Down-Syndrom, was auch in Lodges Werk Niederschlag fand (How Far can you go?, Dennis und Angela). 2015 erklärte er auf dem Literaturfestival (Hay Festival of Literature & Arts) in Hay-on-Wye, dass er nun nur noch Sachbücher schreibe, weil ihm die Ideen für Romane ausgegangen seien. Seine Frau Mary Lodge verstarb im Januar 2022.

## Werk

### Lodge als katholischer Autor
Auch wenn sich Lodge nicht als katholischen Schriftsteller empfand, hatten auch weitere seiner Werke die Situation von Katholiken in England nach dem Zweite Vatikanische Konzil und besonders der siebten Enzyklika von Papst Paul VI. „Humanae Vitae“ zum Thema. Lodge betonte jedoch, dass dies auch dadurch bedingt sei, dass er beim Schreiben auf seinen eigenen Erfahrungsschatz zurückgreife. Lodge bezeichnete sich als „agnostischen Katholiken“ (2008 als "eine sehr randliche Art von Katholik"), nahm aber nach 1992 nicht mehr am Gottesdienst teil. J. Russell Perkin stellt Lodge in die Tradition britischer katholischer Autoren wie Evelyn Waugh, Graham Greene und Muriel Spark. Terry Eagleton sieht Lodge dagegen als einen völlig säkularen Autor, der das katholische Milieu lediglich als Lokalkolorit für gesellschaftsbezogene Aussagen und Satire verwendet. Seinem Werk gehe jedwede spirituelle Leidenschaft ab. Das katholischste Element in seinem Œuvre sei der ständige Konflikt zwischen Doktrin und Erfahrung, übersetzt als die gespannte Begebnung zwischen Literaturtheorie und liberalem Humanismus.
Lodges erster Roman, The Picturegoers, erschien 1960 und spielt in dem fiktiven Brickley, einem Londoner Vorort, der an Brockley angelehnt ist. Lodge hatte den Roman während seines Wehrdiensts geschrieben. Bereits hier behandelt er die sexuellen Probleme von englischen Katholiken. Lodge gab 1984 in einem Interview zu, dass er in diesem Roman versucht habe, Graham Greene nachzuahmen. Der Roman ließe sich auch als „Vorstadt-Roman“ klassifizieren, eine Gattung, die wenig später durch Hanif Kureishi populär wurde, wenn seine Werke auch in einem völlig anderen sozialen Milieu angesiedelt sind.
Auch in dem Roman How far can you go wird Greene referenziert. In How Far Can You Go? geht es im doppelten Sinn darum, wie weit man gehen kann: in der körperlichen Annäherung an eine Person des anderen Geschlechts vor der Ehe, gleichgeschlechtliche Partnerschaften (Miles), in der Selbstbefriedigung (Michael), aber auch bei der Infragestellung von religiösen Sicherheiten. Das Buch erzählt die Geschichte von zehn katholischen Absolventen von UCL über 25 Jahre, seit einer Messe am Valentinstag im Jahre 1959 in der Kirche Our Lady and St. Jude, letzterer nicht umsonst der Schutzheilige hoffnungsloser Fälle. Der Grundtenor des katholischen Glaubens wird als Furcht beschrieben. Insgesamt bescheinigt ihm Lenoski jedoch eine positive Einstellung zum Katholizismus. Eagleton dagegen bemängelt, dass Lodge in dem Roman Sexualität und Moral verwechsle.
The British Museum is Falling Down (1965), sein dritter Roman, erzählt einen Tag im Leben eines jungen katholischen Ehepaares, Adam Appleby und seiner Frau Barbara das, vermutlich 1963 oder 1964, wegen des Verhütungsverbotes der katholischen Kirche in dauernder Angst vor einer weiteren Schwangerschaft lebt. Im Verbot der Empfängnisverhütung durch die Bulle Humanae Vitae sieht Lodge einen Hauptfaktor, der Menschen zu der Abkehr von der katholischen Kirche bewegten. Das Buch enthält Parodien auf bekannte Schriftsteller wie James Joyce, Joseph Conrad oder Ernest Hemingway, ein gutes Beispiel für Lodges’ Intertextualität. Das Abschlusskapitel ist eine Parodie auf den Schlussmonolog von Molly Bloom im Roman Ulysses von Joyce. Joyce war der Autor, der, zusammen mit Greene und Waugh, Lodges frühes Werk am meisten beeinflusste.
Paradise News beschreibt den Besuch des ehemaligen katholischen Priesters Bernard Walshe, der vom Glauben abgefallen ist, aber nichtsdestotrotz an einer ökumenischen Universität lehrt, weil er sonst nichts gelernt hat, bei seiner sterbenden Tante Ursula in Honolulu. Er enthält eine augenzwinkernde Zivilisationskritik (am Beispiel des Lebens auf Hawaii) und eine Auseinandersetzung mit der modernen Theologie. Das titelgebende Paradies ist schäbig geworden, und der Name wird vor allem als Name von Geschäften verwendet.
Lenoski ordnet auch Therapy unter die katholischen Romane Lodges ein, Maureen nehme hier die Rolle der Jungfrau Maria ein und führe den Ich-Erzähler zur Erlösung.

### Autobiographische Elemente
Ginger, You’re Barmy beruht auf Lodges unerfreulichen Erfahrungen in der britischen Armee, besonders bei der Grundausbildung in Bovington Camp in Dorset und anschließend in Catterick, North Yorkshire.
Eileen Murphy, Lodges Tante mütterlicherseits arbeitete für die US-amerikanische Armee, und Out of the Shelter beruhen zu großen Teilen auf einen Ferienaufenthalt, den der Autor im Alter von 16 Jahren 1951 bei ihr im Heidelberg verbracht hatte. Da es zu diesem Zeitpunkt noch eine Beschränkung von Devisen gab, konnte Lodge nur reisen, weil seine Tante für seine Lebenshaltungskosten in Deutschland aufkam. Das Buch ist der Tante gewidmet. Lodge bezeichnet den Roman als sein am stärksten autobiographisches Werk. Die autobiografischen Züge des Buches werden im Nachwort präzisiert. Lodge besuchte Heidelberg 1953 noch einmal während seines Studiums und 1967 zu Recherchen für seinen Roman, der 1967-1968 geschrieben wurde.
Der Roman beginnt mit der frühen Kindheit von Timothy Young im Jahr 1940 in einem selbstgebauten Luftschutzbunker (Anderson shelter) im Garten von Bekannten in Südlondon. Sein Vater ist Luftschutzwart. Auf Einladung seiner sehr viel älteren, lebenslustigen Schwester Kate besucht Tim als Teenager Heidelberg und verlässt so den Schutz (shelter) des heimischen Milieus. Am Ende des Romans beschließt der Protagonist, gegen den Widerstand seiner Eltern ein Studium zu beginnen. Lodge bezeichnet den Roman als eine Mischung von Bildungsroman und einem "internationalen Roman" nach dem Muster von James Joyce. Joyce’ A portrait of the artist as a young man und Henry James’ Ambassadors seien die stärksten Vorbilder gewesen. Der Roman war realistisch gehalten, ohne die Experimente mit dem literarischen Stil, die seine späteren Werke auszeichnen.
Der Roman sollte zuerst bei MacGibbon & Kee erscheinen, wurde aber schließlich abgelehnt und wurde schließlich von Macmillan verlegt. Der Verlag verlangte, das Manuskript stark zu kürzen, dem fielen vor allem Beschreibungen der Kindheit des Helden, von Nachkriegsdeutschland, reflexive Passagen und ein fiktives Essay von Don Kowalski zum Opfer. Die Druckfassung, mit einem frühen Desktop-Publishing-Programm erstellt, enthielt zahlreiche Druck- und typographische Fehler. Der Roman hatte nicht den erwarteten Erfolg, es gab nur wenige Besprechungen. Nur 2000 Exemplare wurden verkauft, der Rest eingestampft. Übersetzungen blieben aus. Dies stürzte den Autor in eine Schaffenskrise. Die Taschenbuchausgabe bei Penguin von 1986 enthält Teile der gestrichenen Passagen, wogegen andere Teile vom Autor gekürzt oder überarbeitet wurden.
In Therapy (1995) verarbeitete Lodge seine Erlebnisse auf dem nordspanischen Jakobsweg, die er mit seiner Lektüre von Søren Kierkegaard in Beziehung bringt. Der Roman ist in Ich-Form als Tagebuch geschrieben und schildert die Erlebnisse von Lawrence Passmore, einem erfolgreichen und glücklich verheirateten Fernsehautor aus einer Süd-Londoner Vorstadt, der dennoch von Furcht, Zweifeln und unerklärlichen Schmerzen im Knie geplagt wird. Er beginnt eine Affaire, und insgesamt spielt Sex wieder eine wichtige Rolle in dem Roman. Der Ich-Erzähler folgt seiner ersten Liebe Maureen auf dem Weg nach Santiago de Compostela, freilich im Automobil. Neben Tubby kommen auch, unter anderem, seine Frau Amy, seine Freundin Louise und seine Assistentin Samantha in Form von längeren Monologen zu Wort, und Schriftstücke wie eine gerichtliche Aussage, Drehbuchfragmente und Auszüge aus einem fiktiven Buch (Quaint Tales of British Rail #167) und das Werk Kierkegaards, werden in den Text eingebaut (Buch II). Der Literaturprofessor spielt so geschickt mit der Form des Romans und produziert eine postmoderne Bricolage, ohne diese theoretische Schule dabei wirklich ernst zu nehmen.
Perkin bezeichnet Therapy und Paradise News als Lebensmitte-Romane.

### Universitäts-Romane
Heute ist Lodge vor allem wegen seiner Universitätsromane bekannt. Im Gegensatz zu Vorgängern wie etwa P. C. Snow sind diese humoristisch und folgen Lodges Vorlieben für simple binäre Strukturen. Religion ist in diesen Romanen nur von untergeordneter Bedeutung. Dagegen werden zeitgenössische literarische Trends wie psychoanalytische Deutungen, Strukturalismus und Poststrukturalismus ironisch behandelt. Lodge führte seinen Entschluss, humorvolle Bücher zu schreiben, auf den Einfluss seines Birminghamer Kollegen Malcolm Bradbury zurück. Er sah bereits The British Museum is Falling Down als Komödie, dies erschließt sich dem Leser jedoch nur bedingt.
Changing Places (1975), Small World (1984) und Nice Work (1988), die in Rummidge und Euphoria spielen, werden meist als Trilogie behandelt. Die Welt der wohlbestallten Professoren, die ohne Rücksicht auf Kosten Konferenzen auf der ganzen Welt besuchen, war im Großbritannien der Thatcherzeit jedoch bereits dem Untergang geweiht. In Changing Places tauschen der Dozent Philip Swallow aus Rummige und der US-Amerikaner Morris Zapp für sechs Monate den Arbeitsplatz und zeitweise auch die Ehefrauen. Die Hauptperson von Small World ist Persse McGarrigle vom University College, Limerick; Swallow und Zapp sind jedoch auch vertreten. McGarrigles Suche nach der schönen Angelica Pabst ist als Âventiure im Stil eines Ritterromans gestaltet. Angelicas Namen referenziert die chinesische Prinzessin Angelica im Orlando Furioso von Ludovico Ariosto. Nice Work kontrastiert Universität und Industrie, die beide in der Krise stecken. Der Roman über die Begegnung der progressiven Literaturdozentin Robyn Penrose und dem Fabrikanten Vic Wilcox, der aus kleinbürgerlichem Milieu stammt, übersetzt Elizabeth Gaskells North and South ins 20. Jahrhundert. Eagleton sieht auch den Einfluss von E. M. Forsters Howard’s End.
Der Universitätsroman Thinks … (2001) erzählt die Ehebruchgeschichte des charismatischen und hochintelligenten, im zwischenmenschlichen Bereich aber mit wenig Intuition begabten Kognitionswissenschaftlers Ralph Messenger, Direktor des Holt Belling Centre for Cognitive Science der – obwohl er Frau und Kinder hat – eine kurze Affäre mit der Schriftstellerin Helen Reed beginnt. Seine Dynamik bezieht der Roman aus dem intellektuellen Schlagabtausch zwischen den beiden Hauptfiguren und aus dem grundlegenden Gegensatz der geistigen Schulen, die sie vertreten. Wer sagt uns die Wahrheit: die Wissenschaft oder die Kunst? Das Buch kombiniert eine Beziehungsgeschichte mit einem Überblick über den aktuellen Stand der Neurobiologie.
Auch "Deaf Sentence" (2007) spielt im Universitätsmilieu, hat allerdings einen eher düsteren Hintergrund. Der pensionierte Linguist Desmond Bates kämpft mit Krankheit, mentalen Problemen, dem Altern und dem Tod, während seine Frau Winifried Karriere als Innenarchitektin macht. Auch hier hat Lodge seine persönlichen Erfahrungen, in diesem Fall mit zunehmender Taubheit und schlecht funktionierenden Hörgeräten verarbeitet.

### Schauplätze und Protagonisten
Lodges Romane spielen überwiegend in der Großstadt und der Vorstadt, die Herrenhäuser und idyllischen Dörfer, welche die Werke von Waugh und anderen Autoren der Oberschicht prägen, fehlen völlig.
Teilweise verwendet Lodge erfundene Orten wie Brickley, „Rummidge“, das Züge von Birmingham trägt, oder Euphoria, einem fiktiven Bundesstaat an der US-amerikanischen Westküste zwischen Nord- und Südkalifornien. Die „Staatsuniversität von Euphoria“ in Esseph (sprich: „S. F.“) lehnt sich an die San Francisco State University oder UCLA, das Lodge von einer Gastprofessur kannte, an. Im Vorwort zu "Small World" stellt Lodge klar, dass Rummidge nicht Birmingham ist, seine Schilderung aber einige Vorurteile über diese Stadt benutzt.
Die Protagonisten seiner Werke sind vor allem Werktätige aus der unteren Mittelklasse. Sie arbeiten oft in der Erziehung, den Medien oder künstlerischen Berufen.

### Weitere Werke
A Man of Parts (2011) stellt das Leben des englischen Autors H. G. Wells in Romanform dar. Lodge schrieb drei autobiographische Werke, Quite a Good Time to Be Born, Writer’s Luck sowie Varying Degrees of Success, die zwischen 2015 und 2020 erschienen. Sie wurden von der Kritik eher negativ aufgenommen.
Lodge gab Jane Austens Emma für die Oxford University Press World’s Classics series heraus.

## Wertung
Lodge wurde nie verfilmt oder gewann den Brookes-Preis. Nach Perkin wird er im Ausland höher geschätzt als in Großbritannien selber.
Als Autor gewann er erst im Alter von 40 Jahren mit der Veröffentlichung der Uni-Trilogie eine breitere Leserschaft.
Perkin bezeichnet den Autor als insgesamt liberal. Ihm zufolge lehnte Lodge extreme Standpunkte insgesamt ab und stellte gegensätzliche Standpunkte oft in Form von Dialogen zwischen seinen Romanfiguren dar, in der Annahme, dass sich so eine Einigung erreichen lasse.  Eine realistische Darstellungsweise sah er als notwendige Konsequenz seiner liberalen Einstellung. Er lehnte die marxistische Literaturkritik ab, und Eagleton warf ihm eine verzerrte Darstellung marxistischer und postmoderner Ansätze vor.

### Umsetzungen
Zwei seiner Bücher (Small World und Nice Work) wurden, teilweise von ihm selbst, für das Fernsehen adaptiert. Außerdem schrieb Lodge 1994 das Drehbuch für eine sechsteilige Fernsehfassung von Charles Dickens’ Martin Chuzzlewit.

## Werke

### Romane
- 1960 The Picturegoers. Hammondsworth, Penguin.
- 1962 Ginger, You’re Barmy.
- 1965 The British Museum is Falling Down.
  - Adamstag, deutsch von Renate Orth-Guttmann. List, München 1987, ISBN 3-7417-8039-1 ISBN 3-741-78039-4.
- 1970 Out of the Shelter. Macmillan (Neuauflage Penguin).
  - Ins Freie, deutsch von Renate Orth-Guttmann. Haffmans, Zürich 1993, ISBN 3-251-00229-5.
- 1975 Changing Places
  - Ortswechsel, deutsch von Renate Orth-Guttmann. List, München 1986, ISBN 3-471-78037-8.
- 1980 How Far Can You Go? – US-Titel Souls and Bodies
  - Finger weg, deutsch von Renate Orth-Guttmann. List, München 2003, ISBN 3-548-60365-3.
- 1984 Small World: An Academic Romance
  - Kleine Welt: eine akademische Romanze, deutsch von Renate Orth-Guttmann. Haffmans, Zürich 1996, ISBN 3-251-00312-7.
  - Schnitzeljagd, deutsch von Renate Orth-Guttmann. List, München 1985, ISBN 3-471-78032-7.
- 1988 Nice Work
  - Saubere Arbeit, deutsch von Renate Orth-Guttmann. Haffmans, Zürich 1992, ISBN 3-251-00184-1.
- 1991 Paradise News
  - Neueste Paradies-Nachrichten, deutsch von Renate Orth-Guttmann. Haffmans, Zürich 1992, ISBN 3-251-00207-4.
- 1995 Therapy
  - Therapie, deutsch von Renate Orth-Guttmann. Haffmans, Zürich 1995, ISBN 3-251-00297-X.
- 2001 Thinks …
  - Denkt, deutsch von Martin Ruf. Haffmans, Zürich 2001, ISBN 3-251-00495-6.
- 2004 Author, Author
  - Autor, Autor, deutsch von Renate Orth-Guttmann, Haffmans bei Zweitausendeins, Frankfurt am Main 2006, ISBN 3-86150-567-3.
- 2008 Deaf Sentence
  - Wie bitte?, deutsch von Renate Orth-Guttmann, München: Blessing 2009, ISBN 978-3-89667-396-1.
- 2011 A Man of Parts
  - Ein ganzer Mann, deutsch von Martin Richter und Yamin von Rauch. Haffmans & Tolkemitt, Berlin 2012, ISBN 978-3-942989-22-0.

### Andere literarische Werke
- 1990The Writing Game
  - Literatenspiele oder das kreative Wochenendseminar für kommende Schriftsteller, Komödie, deutsch von Inge Greiffenhagen und Daniel Karasek. Haffmans, Züric 1992, ISBN 3-251-01181-2.
- 1996 Sommergeschichten – Wintermärchen, Erzählungen, deutsch von Renate Orth-Guttmann. Haffmans, Züric 1996, ISBN 3-251-00338-0.
- 1998 The Man Who Wouldn’t Get Up, and other Stories. Erzählungen.
- 1998 Home Truths
  - Wunde Punkte, Theaterstück, deutsch. von Bernd Eilert. Haffmans, Zürich 1999, ISBN 3-251-00429-8.
- 1999 Home Truths
  - Bittere Wahrheiten, Novelle, deutsch von Bernd Eilert. Haffmans, Zürich 2000, ISBN 3-251-00465-4.
- Varying Degrees of Success: A Memoir: 1992–2020. 2020.

### Sachbücher
- 1966 Language of Fiction: Essays in Criticism and Verbal Analysis of the English Novel
- 1971 The Novelist at the Crossroads: And Other Essays on Fiction and Criticism
- 1977 The Modes of Modern Writing: Metaphor, Metonymy, and the Typology of Modern Literature,
- 1981 Working with Structuralism: Essay and Reviews on Nineteenth- and Twentieth-Century Literature
- 1986 Write On: Occasional Essays ’65–’85
- 1990 After Bakhtin: Essays on Fiction and Criticism,
- 1992 The Art of Fiction
  - Die Kunst des Erzählens, deutsch von Daniel Ammann. Haffmans, Zürich 1993, ISBN 3-251-00237-6; Diana (Heyne), München / Zürich 1998, ISBN 3-453-15017-1.
- 1997 The Practice of Writing
  - Das Handwerk des Schreibens, deutsch von Martin Ruf. Haffmans, Zürich 2001, ISBN 3-251-40031-2.
- 2003 Consciousness and the Novel
- 2006 The Year of Henry James – The Story of a Novel

## Ehrungen
Für sein Werk Changing Places erhielt Lodge im Jahr 1975 den Hawthornden-Preis. 1980 gewann er den Whitbread Book of the Year Award für How Far Can You Go? 1997 wurde er vom Französischen Kulturministerium zum Ritter des Ordre des Arts et des Lettres ernannt. Im Jahr 1998 folgte seine Ernennung zum Commander des Order of the British Empire. 1976 wurde er in die Royal Society of Literature berufen.
Lodge stand zweimal auf der Auswahlliste (Short List) für den Booker Prize, 1984 für Small World und 1988 für Nice Work.